# Битва при Тарсусе (1165)
Битва при Тарсусе, набег византийской армии под предводительством Андроника Комнина против княжество Рубенидов Киликийской Армении , происходящий в 1165 году вокруг города Тарсус в Киликии .

## Сражение
Переброшенные сюда с Кипра 15-тысячные византийские войска подходят к окраинам города в боевом порядке, на глазах у войск армянского правительства Киликии под предводительством Тороса 2-го Рубиняна (около 10 000 человек). Согласно труду Ованеса Кинамоса «Краткая история», прежде чем стать левым, его армия по приказу Андроника принимает типичный для орденов крестоносцев клиновидный боевой порядок. Армянской стороне удается проскользнуть мимо византийских гарнизонов и неожиданными фланговыми атаками нанести им тяжелое поражение  . Развивая тактические успехи, войска Тороса II преследуют византийцев и уничтожают отступающие гарнизоны противника  .
Существуют противоречивые мнения относительно использования византийцами боевой системы «свиная голова». Никита Хониаци, дополняя мысль Ованеса Кинамоса в рамках его труда «История», отмечает, что этим шагом византийцы проявили пренебрежительное отношение к киликийской армянской государственности. Дошедшие до нас исходные сведения подтверждают, что после поражения потерявший свои войска всадник Андроник незаметно подошел к Торосу, а затем внезапной атакой сбил его с коня. Ударив армянского князя сзади, Андроник убегает, оставив Тороса лежать на земле. Однако благодаря своим надежным доспехам и длинному щиту рубинский принц не получает сколько-нибудь значительного урона  .